# Лаошан
Лаошан (кит. упр. 老上, пиньинь Lǎoshàng) — шаньюй хунну с 174 года до н. э. по 161 год до н. э. (или 160 год до н. э.). Собственное имя Цзичжу.
Продолжил политику Модэ. Разгромил юэчжей, укрепил границы и создал чиновничий аппарат из беглых китайских сановников. Желая получить доступ к свободной торговле, развязал вторую Хунно-китайскую войну и добился выгодного мира в 162 году до н. э.

## Правление
Вступив на престол, Лаошан должен был по договору мира и родства получить в жёны китайскую принцессу. Хань Вэнь-ди отправил принцессу вместе с евнухом Чжунсин Юэ (из княжества Янь), который сначала боялся ехать, но прибыв подружился с Лаошаном. Юэ отличался умом и стал говорить шаньюю: «В одной области Китая больше людей, чем всех хунну. Китай богат, а хунну любят ткани и сладости. Император может потратить 1/10 своих богатств и подкупить хуннских воинов. Поэтому стоит отказаться от этих привозных вещей, а одеваться в овчины и есть сыр и молоко». Юэ помог шаньюю установить регулярное налогообложение, завёл счетоводные книги на китайском языке и помогал составлять послания к императору. Юэ даже говорил Лаошану, что из неприхотливости хуннов в быту можно извлечь выгоду, так как у хунну достаточно времени для воинских упражнений, а китайские крестьяне вечно заняты хозяйственными работами.
В 166 до н. э. Лаошан решил, что его войско достаточно сильное и со 140 000 конницы напал на город Чаона (на север от Пинляна, Ганьсу) и Сяогуань, убил Сунь Сяогуаня военачальника области Цюн. Хунну убили много людей, ещё больше пленили и захватили имущества. Хунны подошли к городу Пинъян (южнее Цинъян, Ганьсу) и сожгли дворец Хуэй Чжуйгун и хуннские передовые отряды были замечены у дворца Ганьцюаньгун в 35 км от Чанъани. Хань Вэнь-ди спешно стягивал войска: 1 000 колесниц, 100 000 конницы, и три пехотных корпуса разместил в областях Шанцзюнь, Бэйди, Лунси. Шаньюй быстро отступил и не потерял ни одного воина, весь поход длился месяц.
Хунну осмелели из-за победы и стали нападать на границу, отряды по 10 000 человек нападали на Ляодун и Юньчжун и город Дайцзюнь в Чжили. В 162 император начал переговоры. В письме к шаньюю говорилось о братстве Хань и Хунну, о бессмысленности войны, подарках для хунну (просо, рис, парча, шёлк, хлопок). Император не требовал выдачи перебежчиков-китайцев, но устанавливал смертную казнь за самовольный переход границы. Шаньюй принял эти условия.
В 161 до н. э. Лаошан скончался.